# Nathan Straus Jr.

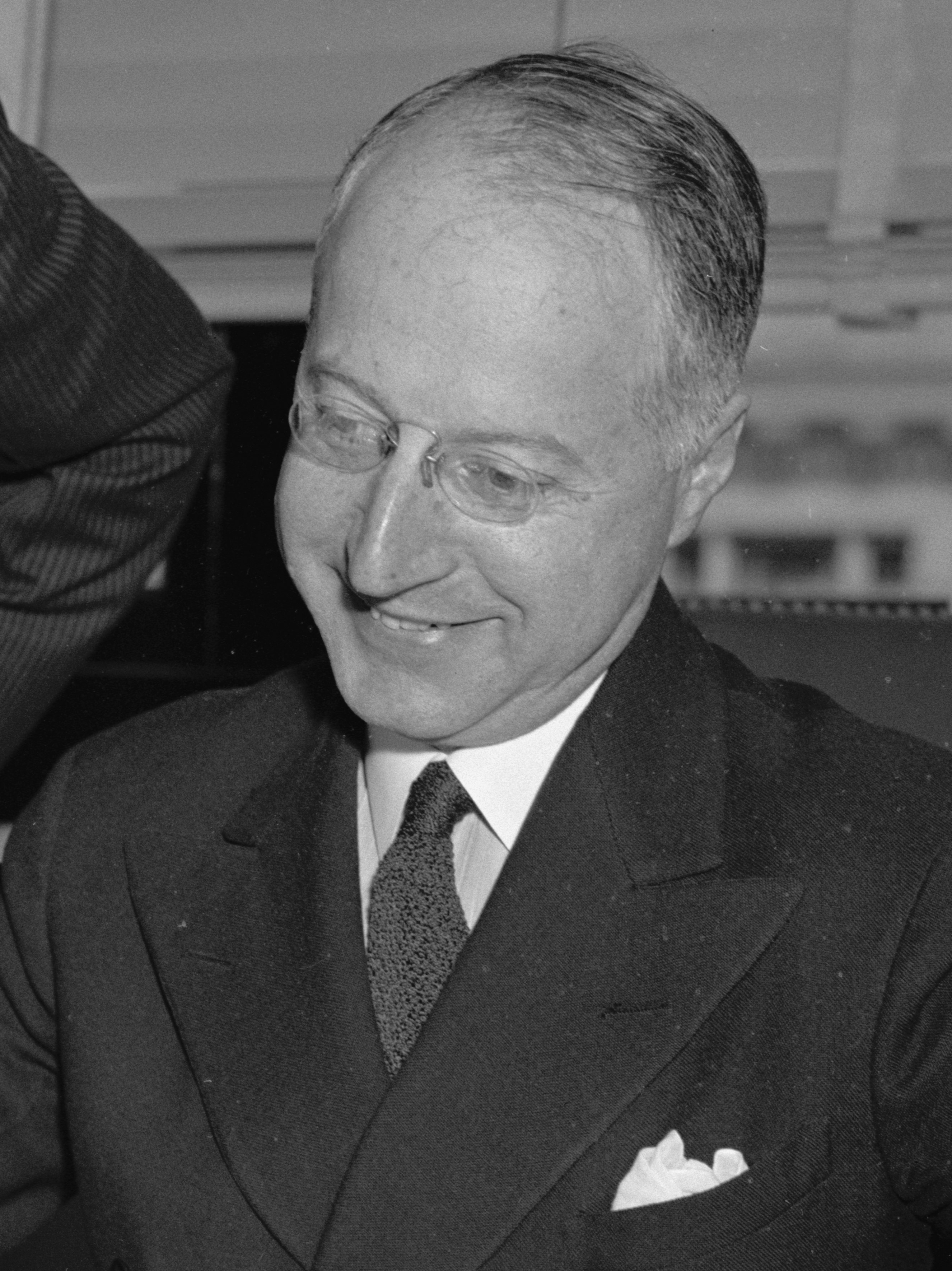
Nathan Straus, Jr. (1938)

Nathan Straus, Jr. (* 27. Mai 1889 in New York City, New York, Vereinigte Staaten; † 13. September 1961 in Massapequa, New York, Vereinigte Staaten) war ein US-amerikanischer Politiker, Herausgeber und Journalist.

## Leben
Nathan Straus, Jr. wurde 1889 in New York City im US-Bundesstaat New York geboren. Er war Sohn von Nathan Straus und seiner Frau Nina sowie Enkel von Lazarus Straus. Er besuchte die Princeton University und die Universität Heidelberg. 
Von 1909 bis 1910 arbeitete er als Reporter für The New York Globe und war von 1913 bis 1917 Herausgeber der Zeitschrift Puck. Während des Ersten Weltkriegs diente er als Ensign in der United States Navy. 
Nach dem Krieg wurde er stellvertretender Herausgeber des New York Globe, verließ das Blatt jedoch 1920, weil die Zeitung den republikanischen Präsidentschaftskandidaten Warren G. Harding unterstützte. Stattdessen trat er als Demokrat in die Politik ein und war von 1921 bis 1926 Mitglied des New York State Senate für den 15. Distrikt, wobei er in der 144., 145., 146., 147., 148. und 149. New York State Legislature saß. Von 1923 bis 1924 war er Vorsitzender des Landwirtschaftsausschusses. 
Er war zusammen mit Julian Mack und Stephen Samuel Wise Gründungs-Treuhänder des Palestine Endowment Fund, Inc. (1922).
Er war 1934 New York State Administrator der National Recovery Administration, 1936 Mitglied der New York City Housing Authority und Administrator der United States Housing Authority von 1937 bis 1942. Er veröffentlichte zwei Bücher über Wohnungsfragen: Seven Myths of Housing (1944) und Two-Thirds of a Nation – A Housing Program (1952).
Danach war er bis zu seinem Tod Vorsitzender des WMCA-Radiosenders.
Am 13. September 1961 wurde er tot in einem Motelzimmer in Massapequa aufgefunden. Er wurde auf dem Mount Pleasant Cemetery in Hawthorne, New York beigesetzt.

## Privatleben
Er war mit Helen Sachs verheiratet, der Tochter von Bernard Sachs, einem bekannten Neurologen, nach dem das Tay-Sachs-Syndrom benannt ist, und Mitglied der Familie Goldman-Sachs. Sie hatten vier Söhne: Nathan Straus III, Barnard Sachs Straus (verheiratet mit Joan Paley), Irving Lehman Straus und R. Peter Straus (1917–2012). Sein Sohn R. Peter Straus war unter Präsident Jimmy Carter Direktor von Voice of America und Besitzer des Radiosenders WMCA in New York City. Er heiratete 1998 Marcia Lewis, die Mutter von Monica Lewinsky.
Der Kongressabgeordnete Isidor Straus (1845–1912) und der US-Handels- und Arbeitsminister Oscar Straus (1850–1926) waren Nathans Onkel. Der New Yorker Oberste Richter Irving Lehman (1876–1945) war sein Schwager und Botschafter Jesse I. Straus (1872–1936) war sein Cousin ersten Grades.

### Verbindung zu Anne Frank
Als Straus 1908 die Universität Heidelberg besuchte, lernte er den jungen Kunsthistoriker Otto Frank kennen. Der 20-jährige Frank nahm einen Job bei Macy’s an, wo er sich in New York und seine Ungeschminktheit verliebte. Doch 1909 starb sein Vater und er kehrte für kurze Zeit nach Deutschland zurück.
Frank, der Jude war, floh später mit seiner Familie angesichts des starken Antisemitismus im nationalsozialistischen Deutschland in die Niederlande. Sie zogen nach Amsterdam, wo Frank die Hilfe von Nathan Straus in Anspruch nahm, um seiner Familie bei der Beschaffung von Visa für den Umzug in die Vereinigten Staaten zu helfen. Trotz der Hilfe von Straus und anderen Verbindungen konnten die Franks nicht alle erforderlichen Unterlagen zusammenstellen, bevor Nazi-Deutschland die Schließung der US-Konsulate in den von Deutschland besetzten Gebieten (einschließlich der Niederlande) anordnete. Letztendlich wurde die gesamte Familie Frank in Konzentrationslagern der Nazis interniert, wobei Otto als einziges Mitglied bis zum Ende des Zweiten Weltkriegs überlebte.
In den folgenden Jahren veröffentlichte Otto Frank das Tagebuch seiner Tochter Anne Frank, das das Leben der Familie im Versteck vor den Nazis in Amsterdam schilderte. Das Werk ist eines der bekanntesten Bücher über den Holocaust, es wurde in Dutzende Sprachen übersetzt und in Theaterstücken und Filmen adaptiert.